# ميخائيل موران
ميخائيل موران (بالإنجليزية: Michael Moran)‏ هو صحفي أمريكي، ولد في 1 مايو 1962.